# بورایو
بورایو (به لاتین: Burayu) یک شهرک در اتیوپی است که در منطقه اورومیا واقع شده‌است. بورایو ۴۸٬۸۷۶ نفر جمعیت دارد.